# 絹の家
『絹の家』（きぬのいえ、The House of Silk）はアンソニー・ホロヴィッツによる2011年に発表された長編推理小説である。本作はシャーロック・ホームズが主人公になっており、コナン・ドイル財団から公式作品として公認された初めてのコナン・ドイルの手によらないホームズ作品である。

## 概要
ホロヴィッツは本作について「ホームズとワトソンの世界に浸り、ひねりを加えた展開の速いプロットで、正典の伝統的な雰囲気と現代の犯罪感覚を融合させようとした」と述べている。

## あらすじ
『緋色の研究』のようにワトソンがホームズの出会いについて描かれることから本作が始まる。そして「当時はある理由から公表できなかった事件」について語り出す。
1890年11月の終わり、美術商のエドマンド・カーステアーズがホームズのもとに訪れる。彼はボストンのギャング「フラット・キャップ」に彼が売ろうとしていた絵画4点を破壊され、彼はアメリカに渡り、絵画を購入しようとしたコーネリアス・スティルマンとともに、報復としてピンカートン探偵社の探偵、ビル・マクパーランドを雇いギャングを壊滅させた。しかしギャングの一人であるキーラン・オドナヒューが逃亡し、エドマンドがイギリスに帰る船の中で、コーネリアスが射殺されたこと、キーランのようなハンチング帽をかぶった若者が現場から逃亡することを新聞で知る。そしてイギリスに帰ったエドマンドはハンチング帽の男に監視されていることに気づき、ある日、家に帰ってくるとハンチング帽の男がおり「セントメアリー教会。明日。正午。」と書かれた紙切れを渡され、エドマンドは、そこに行ってみたが誰も現れなかった。そのことを聞いたホームズは現時点では自分に何も出来ないことを伝え、次ハンチング帽の男が現れたときは協力するということをエドマンドに伝えた。
しかし、その夜エドマンドの家であるリッジウェイ・ホールにハンチング帽の男が侵入して金品を盗むという事件が起こり、ホームズとワトソンは駆けつける。調査するも男については詳しくはわからず、翌日、ベーカーストリートイレギュラーズを呼び出し、盗品である宝石を犯人が売った店を見つけることを命じる。ホームズとワトソンはエドマンドの画廊を訪れるが、そこにベーカーストリートイレギュラーズのウィギンズがハンチング帽の男を見つけたことを報告した。そしてエドマンド、ホームズ、ウィギンズ、ワトソンの4人は、ハンチング帽の男が潜伏しベーカーストリートイレギュラーズの一員でウィギンズに同行していたロスが見張っているオールドモア・プライベート・ホテルに行った。ホームズはロスに何か起こったかを尋ねると彼はいいえと答えたが、何か隠している様子だった。ホームズは2人を帰らせたあと、ホテルに乗り込みハンチング帽の男の部屋に入ったが部屋の中ではハンチング帽の男が刺殺されていた。その捜査の為にレストレード警部がホテルに訪れ、3人は捜査を開始する。その結果、イニシャルがＷ・Ｍのシガレットケースを発見する。これはキーランのイニシャルにあわないのでホームズは不審に思う。その後ホームズは怪しい行動をとったロスを探すためにウィギンズに電報を打ったが彼は行方不明になっていた。そしてホームズはロスに関しての調査を始めウィギンズへの聞き込みや彼が以前いたチョーリー・グレンジ男子校での調査でこのようなことがわかった。
- ロスは夏の終わりにロンドンに来た。
- ロスは見張り中に何かを見ておりそこで見たことをもとに恐喝をするつもりだった。
- ロスは万引きの容疑で捕まったあとチョーリー・グレンジ男子校に送られてきた。
- その後ロスは7月か8月にチョーリー・グレンジ男子校から逃げ出した。
- ロスにはサリーという名の姉がおり、彼女は<釘の袋亭>というパブで働いている。

2人はサリーに話を聞くため<釘の袋亭>に訪れたが、<釘の袋亭>という店は2軒あり、もう一軒の<釘の袋亭>に行ってサリー・ディスクンに会うが彼女は2人を「ハウス・オブ・シルク」から来た男だと思い2人を拒絶した。そしてホームズが彼女に近づくと彼女はワトソンを刺し逃亡してしまう。ホームズはベーカー街に帰ったあと、「ハウス・オブ・シルク」について調べていたが全く情報が掴めなかった。
翌日、レストレードからサザーク橋で殺人が起こったと2人は呼び出された。その事件の被害者は行方不明になっていたロスだった。彼は全身を殴打され殺害されたのだ。彼の手首にはシルクでできた白いリボンが巻き付けられていた。ベーカー街に帰った後ホームズは7週間前に送られてきた白いリボンを見せて、これを送りつけてきた敵を後悔させるということを誓う。
翌日、再び<釘の袋亭>を訪れた2人はサリーの部屋で数枚の硬貨を見つけ、その中にはホームズがロスに渡したソブリン金貨があった。しかし、その他の硬貨の出所がわからなかったが<釘の袋亭>のオーナーであるハードカースルの証言により、「伯父さん」から手に入れたことを知る。ホームズは「伯父さん」が意味することが質屋だと思い、ロスが盗品を売るために通い詰めていたブリッジ・レーンの質屋を訪れ、ロスが売ったというイギリスを代表する旧家の一つであるレイヴンショー家の家紋がついた金時計を手に入れる。その時計の調査のためにレイヴンショー卿のもとに訪れる。レイヴンショー卿はこの時計を6月にストリートチルドレンにすられたという。その後いくつか質問を重ねるが途中で拒絶され出て行くこととなり、卿の敵意にワトソンは疑問を持つがホームズは盗難に関しての時系列の矛盾(本当に6月に盗まれたのならロスはまだチョーリー・グレンジ男子校にいたので盗んでいないことになる)とロスの4ヶ月以上時計を持っていたという奇妙な行動に関して疑問を持った。
捜査に行き詰まったホームズは兄のマイクロフトを頼って、マイクロフトは「ハウス・オブ・シルク」の捜査をするが、結果は得られず、上層部に呼び出され、どうして「ハウス・オブ・シルク」を調査しているかを聞かれたという。危険を感じたマイクロフトはホームズに捜査から手を引くことを忠告するが、ホームズは無視して捜査を続け、新聞に「ハウス・オブ・シルク」の情報を求めるという内容の文章を掲載する。
数日後、新聞を見てヘンダースンという偽名を名乗るアヘン中毒の男がやってくる。彼は「ハウス・オブ・シルク」をアヘンをイギリス中に広める本拠地だという。ヘンダースンは「ハウス・オブ・シルク」を探すならアヘン窟にある自分の部屋に来るしかないといい、ホームズは今夜、そこへ乗り込むことを決める。ホームズはワトソンを外に待機させアヘン窟<クリーア・プレス>に単身で乗り込み、そこから50分後、2発の銃声が響いて、ワトソンは<クリーア・プレス>に入る。そこの中庭に行くとホームズと射殺されたサリーが倒れており、通りすがりの医者、トマス・アックランドの証言によりホームズは警察署に連行されてしまう。
翌日、レストレードが訪れ担当のハリマン警部がホームズに会わせてくれないといい、彼は正式起訴まで誰にもホームズに会わせる気がないと推測する。午後、2人はホームズの予備審問を見にいく。ハリスン警部がホームズがアヘンによりサリーを撃ったといい、<クリーア・プレス>の店主のイサイア・クリーアと<クリーア・プレス>の客であるホラス・ブラックウォーター卿はホームズがアヘンにより錯乱状態になっていたことを証言し、事件当夜、現場へ駆けつけたスタンリー・パーキンス巡査がホームズが拳銃を持って、血を流していたサリーの前に倒れていたことを証言し、ハリスン警部が銀行強盗の通報で自分が現場のすぐ近くに来たときに銃声が聞こえ駆けつけたこ、ホームズが今日になって自分はヘンダースンという男の証言をもとにアヘン窟に入り、無理矢理麻薬を摂取させられ自由を奪われたという無実のための作り話をしだしたと証言し、アックランドがホームズがサリーを撃ったことを証言した。そして判事はホームズの勾留延期を宣告した。その後、ワトソンはレストレードの手引きでホームズに会う。そしてホームズは自分が罠にかかったこと、自分がハリマン警部に語ったことが真実だということ、巡査以外の証人は共謀していること、アックランドとハリスンの証言が矛盾していることを伝えた。その後ハリスン警部が入ってきてホームズをホロウェイの矯正院へ連行していく。
ホームズが逮捕されたあとの月曜日、カーステアーズの妻、キャサリンが訪ねてくる。彼女はカーステアーズの姉のイライザの体調が悪くなっていること、イライザは自分がキャサリンに毒を盛られていると主張していることを伝えた。イライザはキャサリンを信用しておらず、以前に起こったカーステアーズとイライザの母の死も、キャサリンが自殺に追い詰めたからだという。ワトソンは彼女の診察のためにリッジウェイ・ホールに行く。彼女を診察したワトソンはもっと清潔にすることを忠告する。ワトソンが帰宅するとマイクロフトのメモがあり自分はディオゲネス・クラブにいるので、訪れてくれれば会ってくれてもいいという内容だった。ワトソンはディオゲネス・クラブに行きマイクロフトに会う。彼はホームズが死刑にならないように根回しをしていることをいい、自分には緊急の場合を除き連絡しないことを指示した。ワトソンは帰り道、男に銃を突きつけられ、男の指示で馬車に乗って大邸宅に行くことになる。その中にいた背の高い痩身の男はハウス・オブ・シルクを壊滅させるためにホームズに白いリボンを送ったこと、敵はホームズを獄中で殺害する計画を立てていることを伝え、ワトソンにホームズの独房の鍵を渡し、ホームズを脱獄させることを指示する。ワトソンは本の中に鍵を仕込んで、その本をホームズに渡す計画を立てる。
次の日、ワトソンはレストレードにホームズと会わせてくれとせっつき、午後3時に面会が許可された。ワトソンは本を持ってホロウェイの矯正院に訪れホームズに会おうとしたがホームズは体調を崩し、今は病棟にいることを伝えられ、駆け込んできたハリマンとともに病棟に向かった。病棟にいるトレヴェリアン医師はホームズが毒を盛られた可能性が高いと指摘する。そしてホームズの病室に入ると、彼は消えていた。ハリマンは雑用係のリヴァーズの証言から置いてあった棺の中にホームズが身を隠して逃げていったと確信し、棺を追い、車に乗せられる前に棺を検査するといった。そのときワトソンはトレヴェリアンが『入院患者』の依頼人だと気づき、彼がホームズの逃亡を手助けしたと確信する。その後、棺は開けられるがホームズはいなかった。
2日後、ワトソンのもとにチョーリー・グレンジ男子校の校長、チャールズ・フィッツシモンズ牧師が訪れる。彼はホームズのことやロスのことを聞き、ワトソンはロスが殺されたことを伝えフィッツシモンズは狼狽える。そしてワトソンにロスのノートに挟まっていた見世物小屋のチラシを見せワトソンはそこに書かれていた「シルキン博士の驚異の家」と「ハウス・オブ・シルク」を結びつける。
翌日、ワトソンは妻をホルボーン陸橋駅に迎えに行き、彼女は列車を降りると男に話しかけられ、袋を渡された。ワトソンは袋を見ると釘が入っており、その男がホームズだと確信する。ワトソンは注意しながら1軒目の<釘の袋亭>へ行った。そこにはリヴァーズがいた。しかし、しゃべっているのはホームズだった。ホームズはトレヴェリアンの協力を借りリヴァーズに化け逃亡しロンドンにたくさんある隠れ家の一つに潜伏していたのだ。ホームズは証言者の3人を繋ぐ糸が「ハウス・オブ・シルク」だといい、ワトソンは「シルキン博士の驚異の家」に関係あると思い2人はそこへ訪れる。しかしそこは「ハウス・オブ・シルク」ではなく、ホームズは自分たちの罠だと気づいて出向いていたのだ。ワトソンはあたりを見渡し白いリボンを腕につけた占い師を見つけ、ワトソン」は彼女のもとへ行き運勢を占ってもらう。彼女はワトソンの素性を言い当て、ワトソンに射的場の上にある部屋に行けば答えが見つかるという。そしてワトソンは、ホームズとともにその部屋に行った。そこに拳銃を持った男が2人現れた。ヘンダースンと、その仲間ブラットビーである。彼らは占い師を買収し、2人を誘き寄せたのだ。2人はホームズ、ワトソンを殺そうとするが、ホームズが彼らにサリーとロスを殺したのは君たちかと尋ねると彼らは肯定した。彼らはホームズを殺そうとするが、ホームズの連絡を受けたレストレードが部下をつれて、やってきて2人に一斉射撃を開始した。ヘンダースンは即死し、ブラットビーは虫の息になった。ホームズはブラットビーに「ハウス・オブ・シルク」の次の集まりはいつかを聞き、ブラットビーは今夜にあると伝えて死亡した。
ホームズはチョーリー・グレンジ男子校に行き学校の向かいにある音楽堂へワトソンとともに侵入した。そして適当なドアを選び開けてみると男が少年相手に淫行にふけっていた。「ハウス・オブ・シルク」ではチョーリー・グレンジ男子校の生徒を金持ちの淫行にふけっていたのだった。部屋の外から怒号が聞こえ廊下をみるとハリマンがおり、ワトソンは彼に一発撃って、それを合図にレストレードたちが入ってきた。そして中にいる人々を逮捕していったがハリマンが裏庭から逃亡し、道で馬車を拾って逃げ続けている。ホームズとワトソンも馬車を拾いハリマンを追った。だんだんと馬車の距離を縮めていったが、ハリマンは追われていることに気づき発砲した。1発目は外れ、2発目は馬とワトソンを当てたが無事だった。逆に馬車は速度を上げていった。追いつきそうになったとき急カーブが迫り、ハリマンはカーブを失敗し、馬車から落ちて死亡した。2人は学校へ戻り、隠し部屋を見つけた。そこでは中での行為が丸見えで写真も撮影ができた。これを見た後、2人はフィッツシモンズ夫妻と話し合うことにした。フィッツシモンズはロスの殺害の命令を下したこと、客の行為を自衛のために撮影していたことを認め、自分たちは写真の影響ですぐに釈放されるので「ハウス・オブ・シルク」は復活するといい、ホームズとワトソンは立ち去った。
その後、2人は事件の発端となったリッジウェイ・ホールに戻り、カーステアーズは追い返そうとするが、ホームズはこの話を聞かないとイライザが死ぬといいカーステアーズは話を聞くことにする。その前にホームズはイライザの部屋と浴室を見た。そしてカーステアーズとキャサリンの前で話をはじめる。ハンチング帽の男がカーステアーズを殺さなかったことに不審を覚えたホームズはハンチング帽の男がキーランではないと仮定しないかぎり、この話には矛盾が生じるので、ハンチング帽の男がキーランではなかったという結論に達する。その男の正体は報酬が満足に払われなかったビルであった。そうするとシガレットケースのイニシャル(ビルはウィリアムの略称)とも一致する。しかもキーランはさまざまなことを考えて女性だとホームズは突き止めた。彼女は復讐のためにカーステアーズと結婚した。キーランはキャサリンであった。彼女はコーネリアスを殺したあと、カーステアーズに復讐しようと考え彼と結婚し、彼の家族を殺した上、彼自身も殺すという計画を立てていた。手始めにカーステアーズの母親を事故に見せかけ殺害し、イライザをバスソルトに仕込んだアコニチンで殺害しようとした。しかしビルがイギリスに来て彼女を恐喝したが殺害されてしまった。それがオールドモア・プライベート・ホテルで発見された男だったのだ。彼女は逮捕されることを悟り、身支度を始めようとするが、まだ話があるとホームズが引き留める。ホームズはカーステアーズが「ハウス・オブ・シルク」に通っておりロスが彼の相手をしたことがあって、ロスはカーステアーズの顔を覚えており、監視のときに見かけたカーステアーズを恐喝しようと考えていたのだ。カーステアーズはフィッツシモンズに相談し、彼が指示を下してロスは待ち合わせ場所で殺害されたのだった。

## 十箇条のルール
※出典
ホロヴィッツはこの作品を描くにあたり、正典の精神を尊重し、十箇条のルールを自身に課した。内容は以下の通り。
- 度が過ぎたアクションはいらない。
- ホームズの恋愛を描いてはならない。
- ホームズとワトソンの関係に同性愛を持ち込んではならない。
- ホームズの依頼人は架空の人物であるべきなので、有名な実在人物を登場させてはならない。
- 薬物禁止ｰ少なくともホームズが自らの意思で使用してはならない。
- 徹底的に調査する。
- 19世紀らしい文章にする。
- 殺人の数を多くしすぎない。
- 正典に登場する人物を積極的に、意表を突く形で登場させる。

## 評価
ガーディアンのイアン・サムソンは本作について「ホロヴィッツはホームズのように一滴の水を見て大西洋やナイアガラの滝を想像できるのか。直感のように素早く、論理的根拠に基づいた推理ができるのか。はっきりいって彼はそれができる。」と評している。